# Rozdroże-Izerskie-Hütte
Die Rozdroże-Izerskie-Hütte vormals Ludwigsbaude (polnisch Schronisko na Rozdrożu Izerskim auch Leśna Chata) lag auf einer Höhe von 767 m n.p.m. am Gebirgspass Rozdroże Izerskie im polnischen Teil des Isergebirges.

## Geschichte
Eine erste Bergbaude stand hier ab 1888. Man konnte hier übernachten und Skiausrüstung, Träger sowie Pferde mieten. Diese erste Baude brannte 1911 ab. Die zweite Hütte wurde 1912 als Ludwigsbaude mit 20 Betten eröffnet. Im Zweiten Weltkrieg wurde die Hütte vom Reichsarbeitsdienst und der Hitlerjugend genutzt. Nach dem Krieg wurde die Hütte 1948 von der Polnischen Tatra-Gesellschaft übernommen und mit 80 Betten wieder eröffnet. In den 1950er Jahren wurde sie jedoch als Lungenheilanstalt für kranke Kinder aus Karpacz genutzt. 1979 drehte der polnische Regisseur Piotr Łazarkiewicz hier den Film Dom na rozdrożu. 1982 übernahm die Polnische Staatsforstverwaltung das Gebäude und es diente als Arbeiterunterkunft für Förster, Holzfäller und das Militär. 2008 wurde es an eine Privatperson verkauft, die es jedoch 2013 abreißen ließ.

## Tourismus
Die Hütte war über mehrere markierten Weg von Szklarska Poręba und Świeradów-Zdrój erreichbar.